# Kita, Ehime
Kita (喜多郡 Kita-gun) là huyện thuộc tỉnh Ehime, Nhật Bản. Tính đến ngày 1 tháng 10 năm 2020, dân số ước tính của huyện là 15.322 người và mật độ dân số là 51 người/km2. Tổng diện tích của huyện là 299,4 km2.